# فرانكلين بيرس رايس
فرانكلين بيرس رايس (بالإنجليزية: Franklin Pierce Rice)‏ هو نَسَّاب ومؤرخ أمريكي، ولد في 29 يوليو 1852 في مارلبورو في الولايات المتحدة، وتوفي في 3 يناير 1919 في ورسستر في الولايات المتحدة.